# Odd-Bjørn Hjelmeset
Odd-Bjørn Hjelmeset (ur. 6 grudnia 1971 w Nordfjordeid) – norweski biegacz narciarski, dwukrotny medalista olimpijski, 8-krotny medalista mistrzostw świata, pięć razy stawał na najwyższym stopniu podium, trzy razy zdobywał brąz.

## Kariera
Po raz pierwszy na arenie międzynarodowej pojawił się w 1991 roku, startując na mistrzostwach świata juniorów w Reit im Winkl. Wywalczył tam brązowy medal w sztafecie, a w biegu na 10 km techniką klasyczną zajął 17. miejsce.
Swój pierwszy medal wśród seniorów wywalczył podczas mistrzostw świata w Ramsau am Dachstein, gdzie wywalczył brązowy medal w beigu na 10 km techniką klasyczną. Dwa lata później, na mistrzostwach świata w Lahti zdobył wraz z Frode Estilem, Thomasem Alsgaardem i Torem Arne Hetlandem złoty medal w sztafecie 4 × 10 km oraz brąz w biegu na 15 km techniką klasyczną. Nie udało mu się zdobyć żadnego medalu podczas mistrzostw świata w Val di Fiemme, jego najlepszym wynikiem było ósme miejsce w bieguna 30 km stylem klasycznym. Dwa lata później, na mistrzostwach świata w Oberstdorfie wywalczył razem z Estilem, Tore Ruudem Hofstadem i Larsem Bergerem złoty medal w sztafecie. Na tych samych mistrzostwach zajął trzecie miejsce w biegu na 50 km stylem klasycznym. Podczas mistrzostw świata w Sapporo sztafeta norweska z Hjelmesetem w składzie obroniła tytuł wywalczony w Oberstdorfie, a Hjelmeset został mistrzem świata w biegu na 50 km techniką klasyczną. Na swoich szóstych mistrzostwach z rzędu odbywających się w Libercu Hjelmeset był członkiem norweskiej sztafety która po raz kolejny zdobyła złoty medal.
Na igrzyskach olimpijskich w Salt Lake City zdobył brązowy medal w biegu na 50 km techniką klasyczną. Cztery lata później, na igrzyskach w Turynie nie zdobył żadnego medalu, najlepszym wynikiem było 5. miejsce w sztafecie 4 × 10 km. Podczas igrzysk olimpijskich w Vancouver wraz z Martinem Johnsrudem Sundbym, Larsem Bergerem oraz Petterem Northugiem wywalczył srebrny medal w sztafecie 4 × 10 km.
Najlepsze wyniki w Pucharze Świata osiągnął w sezonie 1999/2000, kiedy to zajął trzecie miejsce w klasyfikacji generalnej, a w klasyfikacji sprintu był drugi. Ponadto w sezonie 2006/2007 zajął trzecie miejsce w klasyfikacji biegów dystansowych.
W 2007 r. za swoje osiągnięcia sportowe został nagrodzony medalem Holmenkollen wraz ze szwajcarskim skoczkiem narciarskim Simonem Ammannem, norweskim biegaczem Frode Estilem, królem Norwegii Haraldem V oraz królową Norwegii Sonją.
Jego syn, Lars Agnar Hjelmeset, także został biegaczem narciarskim, natomiast jego siostrzenica, Maren Kirkeeide, została biathlonistką.

## Osiągnięcia

### Igrzyska olimpijskie
| Miejsce | Dzień     | Rok  | Miejscowość    | Konkurencja          | Czas biegu | Strata  | Zwycięzca       |
| ------- | --------- | ---- | -------------- | -------------------- | ---------- | ------- | --------------- |
| 20.     | 15 lutego | 2002 | Salt Lake City | 15 km st. klasycznym | 37:07,4    | +2:24,0 | Andrus Veerpalu |
| 3.      | 23 lutego | 2002 | Salt Lake City | 50 km st. klasycznym | 2:06:20,8  | +2:20,7 | Michaił Iwanow  |
| 27.     | 17 lutego | 2006 | Turyn          | 15 km st. klasycznym | 38:01,3    | +2:30,0 | Andrus Veerpalu |
| 5.      | 19 lutego | 2006 | Turyn          | Sztafeta 4 × 10 km   | 1:43:45,7  | +1:10,6 | Włochy          |
| 2.      | 24 lutego | 2010 | Vancouver      | Sztafeta 4 × 10 km   | 1:45:05,4  | +15,7   | Szwecja         |
| 17.     | 28 lutego | 2010 | Vancouver      | 50 km st. klasycznym | 2:05:35,5  | +32,8   | Petter Northug  |

### Mistrzostwa świata
| Miejsce | Dzień     | Rok  | Miejscowość         | Konkurencja              | Czas biegu | Strata  | Zwycięzca           |
| ------- | --------- | ---- | ------------------- | ------------------------ | ---------- | ------- | ------------------- |
| 3.      | 22 lutego | 1999 | Ramsau am Dachstein | 10 km stylem klasycznym  | 24:19,2    | +17,9   | Mika Myllylä        |
| 17.     | 23 lutego | 1999 | Ramsau am Dachstein | 10+15 km łączony         | 1:05:54,9  | +2:06,7 | Thomas Alsgaard     |
| 28.     | 28 lutego | 1999 | Ramsau am Dachstein | 50 km stylem klasycznym  | 24:19,2    | +9:59,9 | Mika Myllylä        |
| 3.      | 15 lutego | 2001 | Lahti               | 15 km stylem klasycznym  | 39:26,0    | +23,3   | Per Elofsson        |
| 5.      | 19 lutego | 2001 | Lahti               | 30 km stylem klasycznym  | 1:14:17,9  | +57,8   | Andrus Veerpalu     |
| 1.      | 22 lutego | 2001 | Lahti               | Sztafeta 4 × 10 km       | 1:36:42,5  | -       | -                   |
| 8.      | 19 lutego | 2003 | Val di Fiemme       | 30 km stylem klasycznym  | 1:12:29,3  | +10,2   | Thomas Alsgaard     |
| 10.     | 21 lutego | 2003 | Val di Fiemme       | 15 km stylem klasycznym  | 35:47,5    | +26,7   | Axel Teichmann      |
| DNF     | 23 lutego | 2003 | Val di Fiemme       | 2 × 10 km łączony        | 47:42,3    | -       | Per Elofsson        |
| DNF     | 20 lutego | 2005 | Oberstdorf          | 2 × 15 km łączony        | 1:19:20,5  | -       | Vincent Vittoz      |
| 5.      | 22 lutego | 2005 | Oberstdorf          | Sprint stylem klasycznym | 2:32,1     | -       | Wasilij Roczew      |
| 1.      | 24 lutego | 2005 | Oberstdorf          | Sztafeta 4 × 10 km       | 1:39:04,4  | -       | -                   |
| 3.      | 27 lutego | 2005 | Oberstdorf          | 50 km stylem klasycznym  | 2:30:10,1  | +1,4    | Frode Estil         |
| 7.      | 22 lutego | 2007 | Sapporo             | Sprint stylem klasycznym | -          | -       | Jens Arne Svartedal |
| 1.      | 2 marca   | 2007 | Sapporo             | Sztafeta 4 × 10 km       | 1:30:49,2  | -       | -                   |
| 1.      | 4 marca   | 2007 | Sapporo             | 50 km stylem klasycznym  | 2:20:12,6  | -       | -                   |
| 15.     | 20 lutego | 2009 | Liberec             | 15 km stylem klasycznym  | 38:54,4    | +1:05,2 | Andrus Veerpalu     |
| 1.      | 27 lutego | 2009 | Liberec             | Sztafeta 4 × 10 km       | 1:41:50,6  | -       | -                   |

### Mistrzostwa świata juniorów
| Miejsce | Dzień    | Rok  | Miejscowość   | Konkurencja             | Wynik     | Strata  | Zwycięzca       |
| ------- | -------- | ---- | ------------- | ----------------------- | --------- | ------- | --------------- |
| 17.     | 6 marca  | 1991 | Reit im Winkl | 10 km stylem klasycznym | 29:15,1   | +1:01,1 | Thomas Alsgaard |
| 1.      | 10 marca | 1991 | Reit im Winkl | Sztafeta 4 × 10 km      | 1:40:45,0 | -       | -               |

### Puchar Świata

#### Miejsca w klasyfikacji generalnej
- sezon 1992/1993: 98.
- sezon 1993/1994: -
- sezon 1994/1995: 75.
- sezon 1995/1996: 48.
- sezon 1996/1997: 38.
- sezon 1997/1998: 20.
- sezon 1998/1999: 17.
- sezon 1999/2000: 3.
- sezon 2000/2001: 5.
- sezon 2001/2002: 25.
- sezon 2002/2003: 25.
- sezon 2003/2004: 35.
- sezon 2004/2005: 14.
- sezon 2005/2006: 18.
- sezon 2006/2007: 5.
- sezon 2007/2008: 18.
- sezon 2008/2009: 72.
- sezon 2009/2010: 98.
- sezon 2010/2011: 124.

#### Zwycięstwa w zawodach
| Nr | Dzień        | Rok  | Miejscowość | Konkurencja           | Czas biegu |
| -- | ------------ | ---- | ----------- | --------------------- | ---------- |
| 1. | 27 listopada | 1999 | Kiruna      | 10 km st. klasycznym  | 26:23,3    |
| 2. | 28 lutego    | 2000 | Sztokholm   | Sprint st. klasycznym | -          |
| 3. | 8 marca      | 2000 | Oslo        | Sprint st. klasycznym | -          |
| 4. | 25 listopada | 2000 | Beitostølen | 15 km st. klasycznym  | 36:54,1    |
| 5. | 1 lutego     | 2001 | Asiago      | Sprint st. dowolnym   | -          |
| 6. | 22 stycznia  | 2006 | Oberstdorf  | Sprint st. klasycznym | -          |
| 7. | 11 marca     | 2007 | Lahti       | 15 km st. klasycznym  | 39:51,7    |
| 8. | 17 marca     | 2007 | Oslo        | 50 km st. klasycznym  | 2:17:22,0  |

#### Miejsca na podium
| Nr  | Dzień        | Rok  | Miejscowość         | Konkurencja           | Czas biegu | Strata  | Pozycja | Zwycięzca           |
| --- | ------------ | ---- | ------------------- | --------------------- | ---------- | ------- | ------- | ------------------- |
| 1.  | 14 marca     | 1998 | Oslo                | 50 km st. klasycznym  | 2:33:44,2  | +1:18,9 | 2       | Aleksiej Prokurorow |
| 2.  | 22 lutego    | 1999 | Ramsau am Dachstein | 10 km st. klasycznym  | 24:37,1    | +17,9   | 3       | Mika Myllylä        |
| 3.  | 27 listopada | 1999 | Kiruna              | 10 km st. klasycznym  | 26:23,3    |         | 1       |                     |
| 4.  | 27 grudnia   | 1999 | Engelberg           | Sprint st. klasycznym | -          | -       | 3       | Fabio Maj           |
| 5.  | 28 lutego    | 2000 | Sztokholm           | Sprint st. klasycznym | -          | -       | 1       |                     |
| 6.  | 8 marca      | 2000 | Oslo                | Sprint st. klasycznym | -          | -       | 1       |                     |
| 7.  | 17 marca     | 2000 | Bormio              | 10 km st. klasycznym  | 26:07,0    | +12,5   | 2       | Erling Jevne        |
| 8.  | 25 listopada | 2000 | Beitostølen         | 15 km st. klasycznym  | 36:54,1    | -       | 1       |                     |
| 9.  | 20 grudnia   | 2000 | Davos               | 30 km st. klasycznym  | 1:20:30,7  | +56,8   | 3       | Mika Myllylä        |
| 10. | 1 lutego     | 2001 | Asiago              | Sprint st. dowolnym   | -          | -       | 1       |                     |
| 11. | 18 lutego    | 2004 | Sztokholm           | Sprint st. klasycznym | -          | -       | 3       | Jens Arne Svartedal |
| 12. | 13 lutego    | 2005 | Reit im Winkl       | Sprint st. klasycznym | -          | -       | 2       | Eldar Rønning       |
| 13. | 12 marca     | 2005 | Oslo                | 50 km st. klasycznym  | 2:10:53,6  | +28,4   | 3       | Andrus Veerpalu     |
| 14. | 22 stycznia  | 2006 | Oberstdorf          | Sprint st. klasycznym | -          | -       | 1       |                     |
| 15. | 25 listopada | 2006 | Ruka                | Sprint st. klasycznym | -          | -       | 2       | Jens Arne Svartedal |
| 16. | 27 stycznia  | 2007 | Otepää              | 15 km st. klasycznym  | 41:35,7    | +28,7   | 3       | Axel Teichmann      |
| 17. | 11 marca     | 2007 | Lahti               | 15 km st. klasycznym  | 39:51,7    | -       | 1       |                     |
| 18. | 17 marca     | 2007 | Oslo                | 50 km st. klasycznym  | 2:17:22,0  | -       | 1       |                     |
| 19. | 8 grudnia    | 2007 | Davos               | 15 km st. klasycznym  | 38:52,4    | +8,8    | 2       | Axel Teichmann      |

### FIS Marathon Cup

#### Miejsca w klasyfikacji generalnej
- sezon 2003/2004: 17.
- sezon 2004/2005: 19.
- sezon 2005/2006: 45.
- sezon 2007/2008: 69.
- sezon 2008/2009: 31.
- sezon 2010/2011: 95.

#### Miejsca na podium
| Nr | Dzień    | Rok  | Zawody            | Dystans                 | Czas biegu | Strata | Pozycja | Zwycięzca           |
| -- | -------- | ---- | ----------------- | ----------------------- | ---------- | ------ | ------- | ------------------- |
| 1. | 20 marca | 2004 | Birkebeinerrennet | 58 km stylem klasycznym | 2:48:55,0  | +1,0   | 2.      | Gianantonio Zanetel |
| 2. | 19 marca | 2005 | Birkebeinerrennet | 54 km stylem klasycznym | 2:37:37,0  | +1,0   | 2.      | Stanislav Řezáč     |